# Кременецкий район
Кре́менецкий райо́н (укр. Кремене́цький райо́н) — административная единица на севере Тернопольской области Украины. Административный центр — город Кременец.

## Географическое положение
Район граничил (в старых границах до 2020 года) на севере с Радивиловским и Дубенским районами Ровненской области, на юге — со Збаражским районом Тернопольской области, на западе — с Бродовским районом Львовской области и Зборовским районом Тернопольской области, на востоке — с Шумским районом Тернопольской области.
Площадь района — 2633,9 км² (в старых границах до 2020 года — 918 км²).
Основные реки — Вилия, Горынь, Горынька, Добрынь, Иква, Ирва, Самец, Слоновка.

## История
Район образован в УССР в 1940 году.
Один из четырёх (в старых границах до 2020 года) районов Тернопольской области, территории которого относятся к исторической области Волыни, а не Галиции как остальные районы.
17 июля 2020 года в результате административно-территориальной реформы район был укрупнён, в его состав вошли территории:
- Кременецкого района,
- Лановецкого района (кроме Карначевского сельского совета),
- Шумского района,
- Вишневецкого поселкового совета, Бодаковского, Бутинского, Великокунинецкого, Великоокнинского, Дзвинячанского, Залесецкого, Кохановского, Лозовского, Раковецкого и Старовишневецкого сельских советов Збаражского района,
- а также город областного значения Кременец.

## Население
Численность населения района в укрупнённых границах — 144,7 тыс. человек.
Численность населения района в границах до 17 июля 2020 года по состоянию на 1 января 2020 года — 45 884 человека, из них городского населения — 7 737 человек (город Почаев), сельского — 38 147 человек.

## Административное устройство
Район в укрупнённых границах с 17 июля 2020 года делится на 8 территориальных общин (громад), в том числе 4 городские, 1 поселковую и 3 сельские общины (в скобках — их административные центры):
- Городские:
  - Кременецкая городская община (город Кременец),
  - Лановецкая городская община (город Лановцы),
  - Почаевская городская община (город Почаев),
  - Шумская городская община (город Шумск);
- Поселковые:
  - Вишневецкая поселковая община (посёлок Вишневец);
- Сельские:
  - Барсуковская сельская община (село Барсуки),
  - Великодедеркальская сельская община (село Великие Дедеркалы),
  - Лопушненская сельская община (село Лопушное).

### История деления района

Район в старых границах до 2020 года

Количество местных советов (рад) в старых границах района до 17 июля 2020 года:
| - Городских советов: 2 - Сельских советов: 28 | - Городов: 2 - Сёл: 68 |

Местные советы (в старых границах района до 17 июля 2020 года):
| - Кременецкий городской совет - Почаевский городской совет - Башуковский сельский совет - Белокриницкий сельский совет - Будковский сельский совет - Великобережецкий сельский совет - Великогорянский сельский совет - Великомлыновецкий сельский совет - Гаивский сельский совет - Горынский сельский совет - Дунаевский сельский совет - Желобовский сельский совет - Катериновский сельский совет - Колосовский сельский совет - Крыжевский сельский совет | - Ледыховский сельский совет - Лопушненский сельский совет - Лосятинский сельский совет - Млыновецкий сельский совет - Плосковский сельский совет - Поповецкий сельский совет - Ростокский сельский совет - Рыдомильский сельский совет - Сапановский сельский совет - Староалексинецкий сельский совет - Старопочаевский сельский совет - Старотаражский сельский совет - Устечковский сельский совет - Чугалевский сельский совет - Шпиколосовский сельский совет |

Населённые пункты (в старых границах района до 17 июля 2020 года)
| с. Андруга с. Бакоты с. Башуки с. Белокриница с. Богдановка с. Боновка с. Борщовка с. Будки с. Валигуры с. Великая Горянка с. Великие Бережцы с. Великие Млыновцы с. Весёлая с. Веселовка с. Волица с. Гаи с. Горынка с. Града | с. Дворец с. Диброва с. Дунаев с. Духов с. Желобы с. Затишье с. Зеблозы с. Иванковцы с. Иванья с. Иква с. Катериновка с. Колосовая с. Комарин с. Комаровка с. Комната г. Кременец с. Крутнев с. Крыжи | с. Куликов с. Кушлин с. Ледыхов с. Лишня с. Лопушное с. Лосятин с. Малая Горянка с. Малые Бережцы с. Млыновцы с. Мысики с. Новый Алексинец с. Новый Кокорев с. Очеретное с. Плоское с. Подлесное с. Подлесцы с. Поповцы г. Почаев | с. Раславка с. Ростоки с. Рудка с. Рыбча с. Рыдомиль с. Савчицы с. Сапанов с. Старый Алексинец с. Старый Кокорев с. Старый Почаев с. Старый Тараж с. Устечко с. Хотовица с. Хотовка с. Чугали с. Шпиколосы |

## Археология
На окраине города Кременец, на склоне горы Куличивка, на правом берегу реки Иква находится позднепалеолитический археологический памятник Куличивка.